# Movingui
Movingui is een houtsoort afkomstig van Distemonanthus benthamianus (familie Leguminosae). De bomen komen voor in tropisch West-Afrika, in bijzonder in Kameroen, Ivoorkust, Nigeria, Congo-Brazzaville en Ghana.
Het kernhout is lichtgeel tot bruinachtig geel en het spinthout eerder grijsgeel. Het onderscheid tussen beide is dikwijls moeilijk te maken.  De draad van het hout is meestal onregelmatig. Soms komt kruisdraad voor. De houtsoort wordt gebruikt voor ramen, deuren en gevelbekleding en voor binnenschrijnwerk zoals meubels, zolderingbekleding, trappen, parket en fineer.